# Шембрук
Шембрук (пол. Szembruk, нім. Groß Schönbrück) — село в Польщі, у гміні Роґужно Ґрудзьондзького повіту Куявсько-Поморського воєводства.
Населення — 555 осіб (2011).
У 1975-1998 роках село належало до Торунського воєводства.

## Демографія
Демографічна структура станом на 31 березня 2011 року:
|          | Загалом | Допрацездатний вік | Працездатний вік | Постпрацездатний вік |
| -------- | ------- | ------------------ | ---------------- | -------------------- |
| Чоловіки | 297     | 71                 | 206              | 20                   |
| Жінки    | 258     | 71                 | 144              | 43                   |
| Разом    | 555     | 142                | 350              | 63                   |